# Размыв в Ленинградском метрополитене
Размыв в Ленингра́дском (Петербу́ргском) метрополите́не на перегоне Кировско-Выборгской линии «Лесная» — «Площадь Мужества» —  крупнейшая в мировой практике метростроения техногенная авария, произошедшая 8 апреля 1974 года в результате разрушительного воздействия плывуна на тоннели вследствие спешки правительства СССР открыть к XXV съезду КПСС 24 февраля 1976 года перегон глубокого заложения и односводчатые станции глубокого заложения «Площадь Мужества» и «Политехническую», приведшей к нарушению технологии строительства.
К концу 1995 года оба перегонных тоннеля, расположенных друг над другом, что дополнительно усугубило ситуацию, критически просели, в связи с чем их пришлось закрыть и затопить. Пассажирское движение на участке было прекращено со 2 декабря 1995 по 26 июня 2004 года — момента ввода в эксплуатацию новых обходных тоннелей. Кировско-Выборгская линия на этот период была разделена на два отрезка: «Проспект Ветеранов» — «Лесная» и «Площадь Мужества» — «Девяткино». Между ними курсировал бесплатный автобус № 80.

## События 1970-х годов

### Предыстория
Предпосылкой аварии стала спешка правительства СССР открыть к XXV съезду КПСС 24 февраля 1976 года перегон глубокого заложения, что привело к нарушению технологии строительства. Тоннели между станциями «Лесная» и «Площадь Мужества» (первый на 14 метров ниже второго), протяжённостью 450 метров должны были пройти в толще четвертичных водонасыщенных отложений и водоносных песков с напором воды в несколько атмосфер. Обогнуть этот водоносный слой считали тогда невозможным, объясняя это тем, что слой песка здесь имеет большую мощность. Также поджимала необходимость открытия первых в стране и мире односводчатых станций глубокого заложения — «Площади Мужества» и «Политехнической».
При первоначальном прохождении участка плывуна (до аварии) использовалось стандартное криогенное оборудование — охлаждённый водосоляной раствор закачивался перед проходкой. Грунт замораживался, и тоннелепроходческий комплекс (эректор) проходил участок.
После аварии для быстрого прохода через плывун была применена технология замораживания грунта дорогостоящим криогенным оборудованием. Такой способ в то время не имел аналогов в мире.

### Инженерная ошибка
Чтобы уменьшить количество необходимых скважин и труб, необходимых для замораживания грунта, и объём заморозки, инженеры «Ленметростроя» предложили вариант расположения тоннелей один над другим. Несмотря на то, что этот шаг значительно сократил число требующихся скважин и труб, часть экспертов считает, что он лишь усугубил ситуацию. Вместе с тем уже во время реализации предложенного варианта в рядах специалистов бытовало мнение, что он долго не просуществует, однако «рабочих, конечно, никто не спрашивал».
При ликвидации последствий «Размыва» было выделено от 6 до 8 тыс. тонн (по разным данным) жидкого азота. В районе плывуна работали 15 замораживающих станций, было пробурено 2000 специальных скважин, а длина трубопроводов достигла 350 километров.

### Прорыв
8 апреля 1974 года около 16 часов 30 минут при бурении передовых разведочных скважин в нижнем тоннеле была обнаружена незамёрзшая порода, из которой поступала вода. Плывун на глубине 90 метров был обнаружен гораздо раньше, но заморозить его не удалось. Забой начал заполняться водой через появляющиеся трещины. Вскоре и верхний тоннель (у него не было прямого сообщения с забоем) стал заполняться. Аварийные затворы из-за быстрого поступления плывуна полностью закрыть не удалось. Тоннели были затоплены на протяжении километра, значительная часть льдогрунтового массива разморозилась.
На площади Мужества и прилегающих городских магистралях образовались провалы, треснули стены домов и наземных сооружений. Следы этого происшествия несут в себе два производственных корпуса НПО «Аврора», которые можно увидеть с Политехнической улицы: часть этих зданий обрушилась, было решено их не сносить, а просто заделать этажи со стороны улицы. Проникновение плывуна в тоннели метро удалось остановить путём сооружения преграды недалеко от станции метро «Лесная». Чтобы остановить разрушения на поверхности, выработки были затоплены — в аварийные тоннели закачали водопроводную воду.
Повторная проходка осуществлялась с применением сверхнизких температур (использовался жидкий азот). Этот способ был применён впервые в мировой практике. Для преодоления размыва азот в Ленинград поставляли все заводы Советского Союза, производящие его. Это позволило быстро провести работы по созданию льдогрунтовой перемычки и заморозить породы.

### Итог
30 ноября 1975 года была проведена сбойка тоннелей. Конструкция тоннелей необычна, как и сама ситуация с размывом: она имела необыкновенную прочность. Журналист Юрий Стволинский в статье «Дорога мужества» писал:
Шагаешь по гулкой и гладкой металлической трубе, протянувшейся на сотни метров. Под ногами — бетон путевого основания, положенный на металл, за сталью — бетон, за бетоном — чугунные тюбинги. Только за ними — размыв.
2 декабря на станции «Площадь Мужества» был проведён митинг, посвящённый сбойке. 31 декабря 1975 года весь участок от «Площади Ленина» до «Академической» сдали в эксплуатацию с оценкой «отлично».

### В культуре
Событиям 1974 года посвящена повесть Ирины Кирпичниковой «Самый трудный километр», вышедшая в издательстве «Детская литература» в 1979 году. Также в 1986 году режиссёром Дмитрием Светозаровым на киностудии «Ленфильм» был снят фильм-катастрофа «Прорыв».

## События 1990-х годов

### Второй размыв
За всё время эксплуатации участка через дренаж в тоннели поступало большое количество воды — около 60 кубометров в сутки, осадка тоннелей держалась на отметке 5—25 мм в год. Предпосылки для второго размыва появились ещё в 1986 году, когда взятые пробы грунта показали его размороженность.
С начала февраля 1995 года поступление воды резко увеличилось. Кроме этого, начали сказываться последствия строительства тоннелей в два яруса. Под воздействием проезжающих поездов верхний тоннель начал проседать быстрее и сближаться с нижним. Обслуживающий персонал потребовал уменьшить скорость поездов; затем, начиная с марта, с 22 часов пятницы до 5 часов утра понедельника участок «Площадь Ленина» — «Девяткино» полностью закрывался для проведения работ на перегоне «Лесная» — «Площадь Мужества». Сначала такие закрытия декларировались как временные меры, но к маю 1995 года тоннели начали проседать на 35 мм в месяц, причём верхний тоннель проседал быстрее, помимо этого вода начала заливать пути, поезда шли по огромной луже. Капая со свода тоннеля, вода попадала через воздуховоды вагонов в салоны. Летом ситуация настолько ухудшилась, что перегон не работал с 22 часов по будням и в выходные. Причём по нижнему тоннелю на «Площадь Мужества» поезда после 22:00 шли по вывешенному на станциях расписанию, а в верхнем тоннеле (на «Лесную») движение полностью останавливалось. Ремонтные бригады усиливали гидроизоляцию, укрепляли рельсовое полотно, ликвидировали трещины, через которые поступала вода.
Полгода усилий требуемых результатов не дали, и 2 декабря 1995 года в газете «Санкт-Петербургские ведомости» появилась информация:
В связи с производством неотложных работ на перегоне метрополитена ст. «Лесная» — ст. «Площадь Мужества» с 4 декабря 1995 года по всем дням недели не будет осуществляться движение поездов метро на участке «Площадь Ленина» — «Академическая».
5 декабря журналисты Лев Рахманов и Юрий Трефилов так описали ситуацию:

В толстенном металле, которым покрыты тюбинговые кольца внутри тоннелей, кое-где появились трещины. Пошла вода с песком. Эта смесь словно наждаком разрушала металл. Когда поезда оказались «по колено» в воде, а сверху на скоростные экспрессы полил «душ», руководители метрополитена ударили в колокола… Монтажники ввинтили в тело верхнего тоннеля более двух тысяч двухметровых анкеров, которые стали своего рода арматурой. Затем за стальной лист, простроченный анкерами, нагнетали бетонную смесь. К осени в верхнем тоннеле, по которому следуют поезда от «Площади Мужества» к «Лесной», отремонтировали 60 метров наиболее опасного участка. Почувствовав противодействие, стихия обрушилась на нижний тоннель. Ремонтники явно не успевали строить защитные укрепления… 4 декабря в перегон ворвалось около 18 кубометров водно-песчаной смеси.

### Затопление тоннелей
Тоннели спасти не удалось: ночью с 3 на 4 декабря 1995 года мощный плывун прорвался в нижний тоннель. Результаты работ, длившихся весь 1995 год, были уничтожены. В тоннелях шёл нескончаемый ливень, рельсы были размыты. За считанные часы оба тоннеля провалились на 35—40 мм. Движение поездов по перегону было окончательно прекращено. В ночь с 5 на 6 декабря в штабе по ликвидации аварии приняли решение затопить двухкилометровый перегон «Лесная» — «Площадь Мужества». Нижний тоннель (на «Площадь Мужества») был затоплен первым. Последний раз верхний тоннель был использован ночью на 16 декабря 1995 года. В эту ночь по верхнему тоннелю (в сторону «Лесной») мотовозом (контактный рельс в целях безопасности был обесточен) провели последние составы, которым предстояло работать на участке «Лесная» — «Проспект Ветеранов». Несколько составов уехали в депо «Невское» по железной дороге. После перегонки поездов пути в районе гермозатворов были разобраны, кабельные каналы забетонированы, гермозатворы закрыты и загерметизированы, и верхний тоннель был затоплен. Пока шла борьба с плывуном, с 4 декабря 1995 года по 14 февраля 1996 года поезда по основной линии следовали до «Площади Ленина» и на отрезанном участке — от «Академической» до «Девяткино». 26 декабря 1995 года открылся оборот поездов на станции «Площадь Мужества» и движение поездов было организовано от «Площади Мужества» до «Девяткино». 14 февраля 1996 года станция «Лесная» стала временной конечной основного участка «красной» линии. 
Газета «Санкт-Петербургские ведомости» сообщила:
9 декабря в 21 час был закрыт и обварен затвор в нижнем конце тоннеля, обращённом к станции „Лесная“. Сразу началось усиление его с помощью бетонной пробки.
Снова тоннели были заполнены водопроводной водой под давлением, чтобы выровнять давление внутри отрезанных тоннелей и предотвратить осадку земной поверхности в районе площади Мужества и разрушение близлежащих строений.
Для захода подвижного состава метрополитена в электродепо «Северное» на обслуживание и ремонт туда был проложен соединительный путь от железнодорожной станции «Девяткино». Поезда метро доставлялись в депо по железной дороге. После ликвидации размыва он был разобран.

### Изменения движения общественного транспорта
На время прекращения движения было изменено движение городского транспорта: по распоряжению А. Собчака между станциями «Лесная» и «Площадь Мужества» был организован бесплатный автобус № 80, соединявший разорванную линию метро. В целях усиления движения в районе размыва автобусы, троллейбусы и трамваи снимались с других маршрутов, что привело к полному закрытию некоторых из них из-за нехватки подвижного состава. Так, были отменены трамваи № 13, 18, 19, 33, троллейбусы № 9, 19, 23, 44, автобусы № 6, 12, 52, 74, 103. Трамвайный маршрут № 32 был значительно укорочен и перенумерован в № 38, также были укорочены троллейбус № 31 до проспекта Добролюбова и автобус № 25 до метро «Петроградская». С декабря 1995 года по февраль 1996 года автобус № 80 курсировал между станциями «Площадь Ленина» и «Площадь Мужества». К 14 февраля 1996 года за станцией «Лесная» был восстановлен съезд, использовавшийся для оборота поездов до 31 декабря 1975 года, когда станция была конечной в период ликвидации предыдущего размыва. После этого автобус № 80 стал курсировать между «Площадью Мужества» и «Лесной» без промежуточных остановок. Позже была введена промежуточная остановка у железнодорожной станции Кушелевка (в начале Политехнической улицы при движении в направлении «Лесная» → «Площадь Мужества» и на улице Карбышева в обратном направлении).
Станция «Площадь Мужества» была тупиковой, на ней использовался только один путь, съезд между первым и вторым путями располагался севернее станции, то есть в сторону станции «Политехническая», причём задел под съезд при строительстве станции был предусмотрен, так как планировалось, что она будет конечной, поэтому съезд был сооружён намного быстрее, чем на «Лесной». Оборот по нему открылся 26 декабря.
Несмотря на введение бесплатного автобусного маршрута, он не смог в полной мере заменить затопленный перегон, из-за чего сильно возросла нагрузка на некоторые маршруты наземного транспорта, а также на станции Московско-Петроградской линии «Проспект Просвещения», «Озерки» и «Пионерская». Последняя в период размыва стала самой загруженной в метрополитене и на ней зачастую возникал так называемый «эффект Выхино», в результате она даже работала в особом режиме в утренние и вечерние часы пик: утром — только на вход, вечером — на выход.
На северном участке Кировско-Выборгской линии использовались только два состава, они следовали от станции «Девяткино» до «Площади Мужества» и там отправлялись обратно с того же пути, на который прибывали. Поезда ходили по расписанию со средним интервалом 10—15 минут днём и 15—20 минут вечером после часа пик; расписание висело на каждой станции метро отрезанного участка. В связи с тем, что большая часть станций связана с остальными станциями только через линию, где они находятся, на время размыва не только «красная» линия была разделена на два куска, но и метрополитен на два совершенно независимых метрополитена. Первый, большой, был от станции «Лесная» и юго-западнее, а также включал все остальные станции и линии. Второй, северный, состоял всего из 5 станций. Жителям районов севера Петербурга стало труднее добираться до работы в центре города.
В июне 2004 года для ввода в эксплуатацию нового тоннеля метро между станциями «Лесная» и «Площадь Мужества» и демонтажа съезда за «Лесной» были временно закрыты станции «Выборгская» и «Лесная». На этот период автобусный маршрут № 80 был продлён от площади Мужества до площади Ленина.
После возобновления непрерывного движения по Кировско-Выборгской линии метро этот автобусный маршрут был упразднён. Упразднение маршрута было торжественно отмечено 29 июня 2004 года последним символическим рейсом автобуса № 80 и пресс-конференцией, которую дал председатель Комитета по транспорту Санкт-Петербурга Александр Дацюк.
Автобус № 100 (также бесплатный) курсировал в декабре 1995 года между станциями метро «Гражданский проспект» и «Площадь Ленина» и с 12 по 20 июня 2004 года между железнодорожной станцией Ручьи и станцией метро «Площадь Ленина».

## События 2000-х годов

### Новое строительство

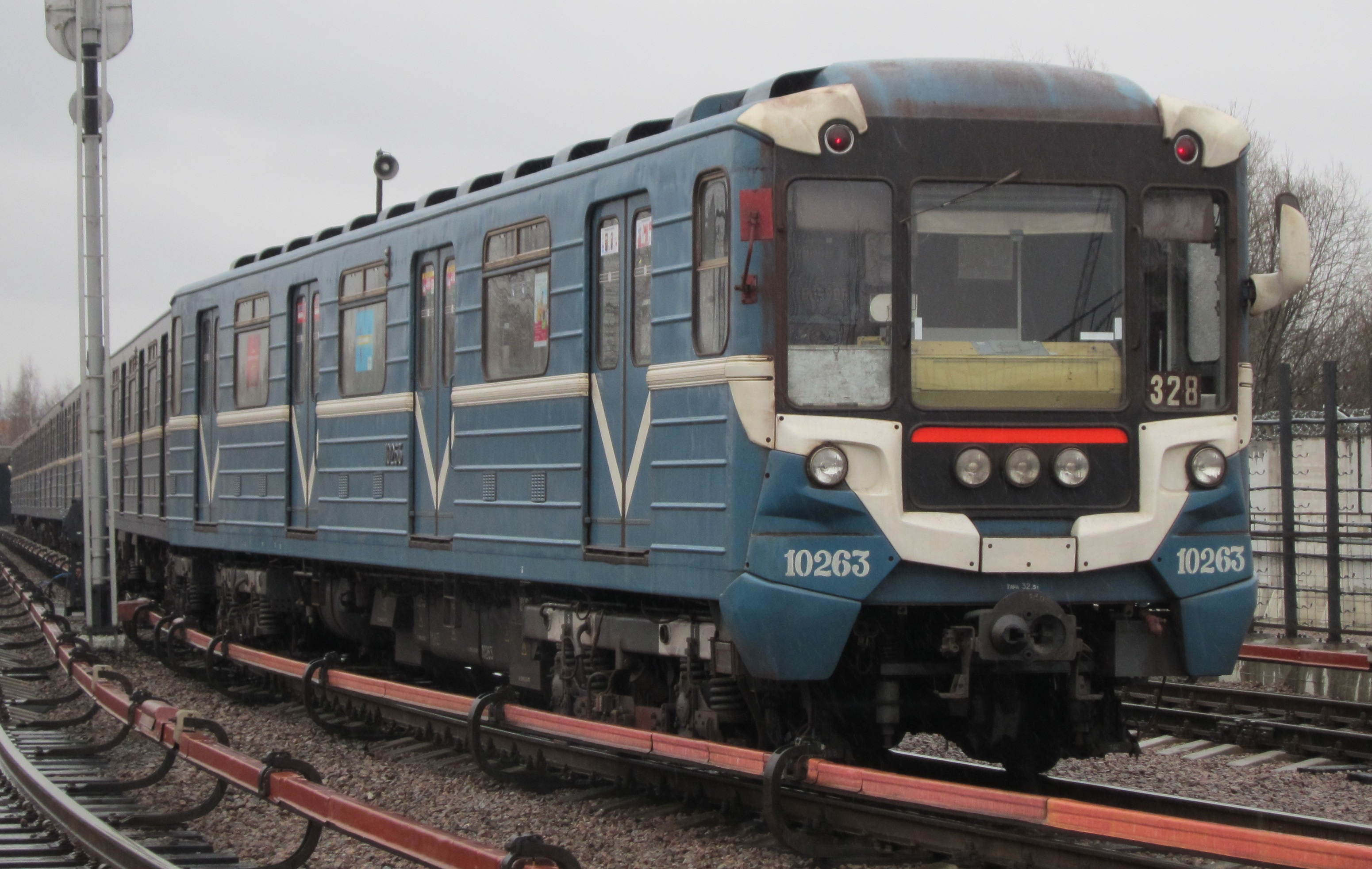
ТЧ-5, головной вагон 81-540.7 № 10263, открывавший движение по новому тоннелю в обход аварийного в составе с головным вагоном 81-540.7 № 10264 (в составе, вопреки Правилам технической эксплуатации, допускающим минимум три вагона, было два)

Специалисты «Ленметрогипротранса» подготовили ряд проектов по восстановлению аварийного участка, главным образом включавшие в себя строительство обходных тоннелей. Из предложенных вариантов ликвидации аварии был выбран проект строительства новых тоннелей с участием итальянской фирмы Impregilo NCC (гарантия дана на 20 лет, что не много, поскольку почти столько же продержался первый тоннель). Проходческий щит «Виктория» стал сооружать новую трассу примерно в 200 метрах к западу от старой трассировки и на 20 метров выше.
При ликвидации размыва были трудности с финансированием. Размыв оказался инструментом политической борьбы, обещания по ликвидации проблемы давали все — от депутатов всех уровней до тогдашнего губернатора Петербурга В. А. Яковлева.
Стройку планировалось завершить к 300-летию Санкт-Петербурга, однако восстановление сквозного движения по 1-й линии заняло больше времени.
Новый губернатор В. И. Матвиенко назвала срок: конец июня 2004 года, в который ликвидация последствий размыва была наконец завершена. Однако следует заметить, что ко времени её вступления в должность губернатора бо́льшая часть работ по ликвидации размыва и восстановлению движения поездов метро была уже выполнена.
Ликвидация размыва отняла значительные ресурсы государственного и городского бюджета и фактически затормозила развитие Петербургского метрополитена на несколько лет. По некоторым данным, общая стоимость работ составила более 145 млн долларов, половину из которых внёс федеральный бюджет, вторую половину — город.
Новый тоннель называют «гусеницей»: он имеет резиновые сочленения и способен колебаться вместе с грунтом.
На открытии движения прошёл двухвагонный состав 81-540.7 №№ 10264—10263 (только головные вагоны), тогда как Правилами технической эксплуатации (ПТЭ) минимально допускается три (два головных и один промежуточный).

### Хронология строительства
21 ноября 2001 года в шахту № 213-бис был опущен проходческий щит «Виктория». В феврале 2002 года началась проходка.
В марте щит «Виктория» осел в тоннеле на полметра, а итало-шведский подрядчик — консорциум в составе компаний Impregilo и NCC — попал под огромные штрафные санкции, ввод тоннеля к 300-летию города был поставлен под большие сомнения. 11 апреля работы по проходке тоннеля были остановлены. В июне строительство посетила правительственная комиссия Госстроя. 26 июня правительство Италии на заседании рассматривало вопрос о неудовлетворительном ведении работ фирмой «Импреджило» в Санкт-Петербурге и был назначен правительственный куратор — фирма «Rocksoil» (Италия). В июле Тоннельная ассоциация России завершила экспертизу изменённой части проектной документации и выдала положительное заключение (изменения потребовались после апрельского инцидента). В августе проходческий комплекс прошёл тестовые испытания после остановки в апреле и модернизации. 4 сентября испытания вновь были остановлены. 20 сентября испытания были закончены. 6 декабря комплекс на высокой проходческой скорости натолкнулся на «твёрдые подземные образования» (по одним данным — на бетонный коллектор, по другим — на валуны ледникового периода). Было сломано большое количество буров. В результате пришлось вызывать французских водолазов, которые начали работать под давлением более 5 атмосфер. Работы по проходке оказались задержаны на несколько месяцев.
В январе 2003 года проходка была возобновлена. 5 мая был завершён проход тоннеля в одном направлении, после чего был произведён ремонт «Виктории» и подготовка к проходке второго тоннеля. 27 августа началась рабочая проходка обратного тоннеля от станции «Площадь Мужества» к «Лесной». 27 ноября были завершены проходческие работы.
26 мая 2004 года по новому участку прошёл первый пробный поезд. 5 июня закрылись станции «Выборгская» и «Лесная» на время демонтажа стрелочных переводов и закрытия входов в старые тоннели. 12 июня были закрыты станции севернее размыва. Для обеспечения пассажирских перевозок был удлинён маршрут бесплатного автобуса № 80 до «Площади Ленина» и Финляндского вокзала. Также был задействован автобус № 100 до железнодорожной станции Ручьи. 21 июня началось графиковое движение поездов по перегону в обкаточном режиме, по новым тоннелям поезда проследовали без пассажиров. 26 июня президент России В. В. Путин торжественно открыл участок, проехав по тоннелю бывшего размыва на поезде серии 81-540.7, состоящем из двух вагонов. В 19:23 пассажирское движение на аварийном участке было полностью восстановлено. По некоторым сведениям, в 23:00 того же дня в новом тоннеле произошёл обрыв контактного рельса, после чего перегон был закрыт и возобновил работу утром 27 июня.
В 2004 году была выпущена сувенирная медаль «Размыв побеждён».
После ликвидации размыва в 2004 году власти Санкт-Петербурга заявили, что в городе больше никогда не будут использоваться номера автобусных маршрутов № 80 и № 100. Несмотря на это, 26 мая 2010 года появился новый автобусный маршрут № 100, связавший Казанскую площадь и станцию метро «Приморская», а 15 августа 2010 года открылся и новый автобусный маршрут № 80 (улица Жени Егоровой — железнодорожная станция Пискарёвка).

## Другие подземные воды в Ленинградском и Петербургском метрополитене
- 1950 — для строительства станции «Площадь Восстания» для борьбы с грунтовыми водами на месте русла бывшего Лиговского канала впервые в ленинградском метрополитене применен кессон.
- 1954 — размыв при строительстве I очереди метрополитена «Автово». В котлован просочились воды реки Красненькой. Ликвидация методом рассольного замораживания. Станция простояла до 2005 года, с 2006 года начался ремонт, который закончился в декабре 2012 года. В 2009 году были завершены работы по замене облицовки путевых стен.
- 1955 — вывал породы при строительстве наклонного хода «Пушкинской». Из-за ликвидации последствий станция была введена в эксплуатацию позже остальных станций пускового участка.
- При строительстве участка «Площадь Восстания» — «Площадь Ленина» (сдан в 1958) — Ковенский размыв, древний рукав Невы на месте перегона между «Площадью Восстания» и «Чернышевской».
- При проектировании Московско-Петроградской линии была запланирована станция в районе Марсова поля, но по результатам разведки выяснилось, что, помимо проходящей там подземной реки, которая дала Ковенский размыв, дно Невы в этом месте имеет впадину, в результате чего подземную реку было решено обойти снизу. Следствием этого решения явились уклоны крутизной 60 ‰ (тысячных — спуск на 6 метров через каждые 100 метров, так называемые «американские горки») — максимальная величина, допускаемая Правилами технической эксплуатации (ПТЭ)[27] и отсутствие станции в районе Марсова поля.
- 1993 — проникновение подземных вод в тоннели на участке «Чёрная речка» — «Пионерская» превысило допустимые суточные нормы. Начался ремонт, продолжавшийся ровно десять лет. Он проходил исключительно в ночное окно, потому его следы замечали лишь самые первые пассажиры.
- При эксплуатации тоннеля «Проспект Просвещения» — электродепо «Выборгское» были большие течи. В этом районе нет подземных рек, но тоннели пересекают обводнённые горизонты, вплотную к депо и тоннелям расположена система обширных озёр, образовавшихся на месте затопленных торфоразработок. Эта проблема по официальной версии городских властей повлияла на принятие решения о сроках открытия станции «Парнас».
- При постройке переходного тоннеля 21 октября 1990 года с «Достоевской» на «Владимирскую» было происшествие, связанное с проникновением воды в выработки. Исправление ситуации заняло меньше недели. Во время происшествия движение поездов не останавливалось, они проходили станцию транзитом с ограничением скорости.
- 2008 — увеличилось проникновение подземных вод в тоннели на перегоне «Старая Деревня» — «Комендантский проспект», который был построен ещё в конце 1980-х годов, а введён в эксплуатацию только в апреле 2005 года. Начался ремонт, который осуществляется в ночное окно.
- 2011 — подземные воды проникли в тоннели на участке «Гражданский проспект» — «Девяткино». Объявлен конкурс на ремонт данного участка.
- 2018 — при проходке тоннелей между станциями «Приморская» и «Беговая» строители столкнулись с той же подземной рекой, которая стала причиной аварии на «красной» линии метрополитена[28]. Тем не менее, данная проблема не оказала существенного влияния на сроки открытия новых станций.

## В кино
- «Прорыв» — фильм-катастрофа, снятый Ленфильмом на основе реальных событий весны 1974 года.
- «Метро» — фильм-катастрофа, снятый по мотивам одноимённого романа Дмитрия Сафонова, про вымышленный плывунный пробой в тоннеле Московского метрополитена, произошедший в результате плотной застройки.